# Felsberg bei Reichenbach
Der Felsberg bei Reichenbach ist ein Naturschutzgebiet, das nördlich des Dorfes Reichenbach auf dem Gebiet der Gemeinde Lautertal im Landkreis Bergstraße in Hessen liegt. 
Die Fläche des Naturschutzgebiets ist mit identischem Zuschnitt auch als FFH-Gebiet DE-6218-30 Felsberg bei Reichenbach ausgewiesen. Dadurch gehört das Gebiet zum europäischen Schutzgebietsnetz Natura 2000. 
Das etwa 168 ha große Gebiet, das im Jahr 1972 unter der Kennung 1431001 unter Naturschutz gestellt wurde, erstreckt sich südwestlich von Beedenkirchen und nördlich von Reichenbach – beide Ortsteile der Gemeinde Lautertal. Östlich des Gebietes verläuft die Landesstraße L 3098 und südlich die B 47. Westlich grenzt das Schutzgebiet an die Gemarkung von Seeheim-Jugenheim und ein kleines Stück an Bensheim.
Es handelt sich um ein Waldgebiet am Südosthang des 514 m ü. NHN hohen Felsbergs einschließlich des Felsenmeers Lautertal.